# 477
Cette page concerne l'année 477  du calendrier julien. Pour l'année 477 av. J.-C., voir 477 av. J.-C. Pour le nombre 477, voir 477 (nombre).
L'année 477 est une année commune qui commence un samedi.

## Événements
L'année 476 a vu la déposition de l'empereur d'Occident par le Germain Odoacre.

### Royaumes germaniques après la fin de l'empire d'Occident
- Vandales (Afrique) : le 25 janvier, le roi vandale Genséric meurt à Carthage en province d'Afrique[1]. Son fils Hunéric, un chrétien arien, lui succède et commence une politique de persécution des catholiques (481-484)[2].
- Wisigoths (Gaule) : l'empereur d'Orient Zénon ratifie la cession au royaume wisigoth, dirigé par Euric, des cités d'Arles et de Marseille, de la Narbonnaise deuxième et des Alpes-Maritimes[3].
- Saxons (Grande-Bretagne) : Ælle débarque à Cymenshore, en Grande-Bretagne, avec ses trois fils et devient le premier roi du Sussex, d'après la Chronique anglo-saxonne[4].

### Hors du monde romain
- Ceylan : Kassapa Ier, devenu souverain de Ceylan en 473 après l'assassinat de son père Dhatusena, fonde le site de Sigirîya à Ceylan[5].
- Les Avars, venus de l'Altaï, entrent en Europe[6].

## Décès en 477
- Basiliscus, empereur byzantin.
- Genséric, roi des Vandales et des Alains, fondateur en Afrique du royaume vandale.
- Marc, coempereur byzantin avec son père Basiliscus.
- Timothée II, patriarche d'Alexandrie des monophysites.